# Grammomys cometes
Il ratto di boscaglia del Mozambico (Grammomys cometes  Thomas & Wroughton, 1908) è un roditore della famiglia dei Muridi diffuso nell'Africa meridionale.

## Descrizione
Roditore di piccole dimensioni, con la lunghezza della testa e del corpo tra 103 e 143 mm, la lunghezza della coda tra 147 e 203 mm, la lunghezza del piede tra 22,9 e 27,3 mm, la lunghezza delle orecchie tra 17,9 e 22 mm e un peso fino a 65 g.

La pelliccia è soffice e corta. Le parti superiori variano dal bruno-grigiastro al grigio-fulvo. Le parti ventrali e il dorso delle zampe sono bianchi. La coda è più lunga della testa e del corpo.

## Biologia

### Comportamento
È una specie arboricola e notturna.

### Riproduzione
Le femmine danno alla luce fino a 3 piccoli durante la stagione umida. Lo svezzamento avviene dopo 19 giorni.

## Distribuzione e habitat
Questa specie è diffusa nel Mozambico centrale e meridionale e lungo i confini con lo Zimbabwe, Province sudafricane del Nordovest, KwaZulu-Natal e del Capo Orientale.
Vive nelle foreste sempreverdi, ma anche nel bushveld e nelle foreste costiere.

## Conservazione
La IUCN Red List, considerato il vasto areale e la popolazione numerosa, classifica G.cometes come specie a rischio minimo (Least Concern).